# لوك بويد
لوك بويد (بالإنجليزية: Luke Boyd)‏ (مواليد 22 أبريل 1987) هو ملاكم أسترالي، مثّل بلاده في الألعاب الأولمبية الصيفية 2008.

## روابط خارجية
لوك بويد على موقع بوكس ريك (الإنجليزية) (registration required)
- لوك بويد على موقع أوليمبيديا (الإنجليزية)
- لوك بويد على موقع اللجنة الأولمبية الأسترالية (الإنجليزية)